# Půlnoční bouře
Půlnoční bouře (Půlnoční Bouře) je rodné jméno, které se pokoušeli dát rodiče Blanka Fuxová (Fuchsová), vzděláním učitelka, a Jaroslav Blovský ze Šimanova na Šumavě, vyznávající už od roku 1991 přírodní, vegetariánský a samozásobitelský životní styl, svému dítěti, které se narodilo 4. srpna 2001 o půlnoci během bouře. Příslušný matriční úřad však toto jméno nepovolil, protože bylo v rozporu s obecně uplatňovanými zásadami pro pojmenovávání dětí. Mediální pozornost k tomuto případu byla oživena poté, co holčička byla rodičům odebrána, protože ji rodiče úředně nezaregistrovali a nenechali očkovat. I v následujících letech však byl tento případ zmiňován jako nejvýznamnější kauza v diskusích o státní regulaci volby jmen i v souvislosti s mezemi tolerance k lidem vyznávajícím alternativní životní styly. V roce 2018 proběhla tiskem zpráva, že dívka odešla v 16 letech od rodičů dobrovolně do Klokánku, aby mohla navštěvovat školu.

## Vývoj případu

### Události před odebráním
Půlnoční bouře se narodila 4. srpna 2001 matce Blance Fuchsové.
Krátce po narození dítěte s ním oba rodiče, aniž dítě zaregistrovali, odcestovali na tři měsíce mimo republiku.
Následně v dubnu 2002 obdrželi výzvu obecního úřadu, aby dítě nahlásili do matriky. Rodiče po indiánském způsobu zvolili pro dceru jméno Půlnoční Bouře. Matrika toto jméno odmítla zapsat a Miloslava Knappová, která byla tehdy jedinou znalkyni v republice pro posuzování neobvyklých jmen, doporučila jméno zcela změnit. Rodiče nakonec po marném prosazování původního jména ustoupili a dali nakonec dcerce nové jméno Eliška Gaia.
Podnětem k zájmu úřadů byly zejména podněty sousedů ze Šimanova u Sušice, kterým bylo divné, že dítě nikdy nepláče, jednou ho viděli nehybně ležet na stole, a málo se s rodiči zdržuje doma. Celý případ byl provázen sousedskými spory, spory dotčené rodiny s úřady, nočními návštěvami policie, k nimž se vedení policie nehlásilo, exekuce v době nepřítomnosti kvůli dluhu 8000 Kč za pojištění u VZP v roce 1993 a dalšími spory a nestandardnostmi.
Dne 10. dubna 2002 navštívily rodinu dvě sociální pracovnice. Ubezpečovaly matku, že kojenecké ústavy a dětské domovy jsou přeplněné a že odebrání dítěte nehrozí. Pochválily matku za vzorový úklid kolem domu i za to, že „vypadá normálně“. Matka po těchto pochvalách dcerku, kterou se předtím bála od otce přinést, ukázala. Sociální pracovnice se zdály spokojené, jak dítě prospívá a tváří se vesele. Matka vyslovila souhlas, že dokumenty a pojištění dítěte dá brzy do pořádku a sežene dítěti lékaře.
Dne 22. dubna 2002 rodiče úspěšně našli dítěti vhodného lékaře.

### Odebrání dítěte
23. dubna 2002 sociální pracovnice z městského úřadu Klatovy (Hrušková, Seidlová, Boublíková) na základě rozhodnutí o předběžném opatření od okresního soudu v Klatovech (soudkyně Králová) ze 17. dubna 2002 bez předchozího upozornění a bez předchozího projednání s rodiči dívku z domova za asistence lékaře Krále (primář dětského oddělení nemocnice Sušice), sociální pracovnice Novotné, tří členů justiční stráže, dvou policistů ze Sušice a soudní vykonavatelky Barárošové odebrali její rodině. Asistující lékař sice namítl: „Ale plně kojené dítě nemůžete oddělit od matky,“ ale výkon rozhodnutí to neovlivnilo.
Následně byla 6 týdnů umístěna do kojeneckého ústavu v Plzni (primářka Jana Titlová). Po tu dobu se čekalo zejména na rozhodnutí soudkyně Králové. Ředitelka kojeneckého ústavu brzy souhlasila s tím, aby matka pobývala v ústavu s dcerkou, a to nejprve jen přes den, pak i přes noc.
15. května 2002 soud rozhodl o propuštění dítěte z kojeneckého ústavu.
Dítě bylo po třech týdnech pobytu propuštěno 17. května 2002 domů (nejprve dva týdny oficiálně na návštěvu, teprve poté nabylo rozhodnutí o propuštění právní moci).
Důvodem odebrání holčičky a umístění do kojeneckého ústavu bylo, že neměla rodný list, nebyla zapsána v matrice, nepodrobila se povinnému očkování a nebyla registrována u žádného dětského lékaře.
Jak při prošetřování zjistila Anna Šabatová, zástupkyně veřejného ochránce práv, o dítě jinak bylo pečováno, všechny jeho základní potřeby byly uspokojeny, bylo kojeno. V těhotenství matka řádně docházela do poradny, před vycestováním v době šestinedělí navštívila i s dítětem lékaře. Případ tedy byl podle Šabatové především střetem hodnot, nikoliv zanedbáním péče ve vlastním smyslu slova. Matka porodila dceru doma za asistence manžela a údajně nevěděla, že nahlášení na matrice, u lékaře a u zdravotní pojišťovny bylo její povinností.
Po umístění v ústavu dala matka dítěti v návaznosti na předchozí jednání náhradní jméno Eliška Gaia (Eliška Gaja) a dítěti byl v 9 měsících věku vystaven rodný list. Matka sjednala individuální očkovací plán.
Matka byla přesvědčena, že klatovské úřednice jsou proti ní zaujaté, a proto přihlásila dítě k trvalému pobytu do Plzně a domluvila si návštěvu tamních sociálních pracovnic.

### Dozvuky případu
9. května 2002 případ začala šetřit kancelář veřejného ochránce práv. K případu se vyjadřovala zejména zástupkyně ombudsmana Anna Šabatová.
Okresní úřad po 14 dnech prošetřování případu veřejným ochráncem práv přiznal, že postup byl chybný.
Zastupující přednosta okresního úřadu v Klatovech Zbyněk Weber 3. května 2002 odvolal vedoucí sociálního referátu Tamaru Seidlovou.
Vedoucí příslušného odboru na plzeňském krajském úřadu Eva Nosková prověřovala postup svých podřízených v případu Půlnoční bouře se závěrem, že zákrok byl bezchybný a že její názor se od názoru veřejného ochránce práv liší.
Podporu rodičům poskytovaly též například iniciativy Hnutí za aktivní mateřství a Poradna pro občanství, občanská a lidská práva.
Soud v Praze (soudce Martin Velehrach) v roce 2006 zamítl návrh na omluvu a odškodné 100 000 Kč (50 000 Kč) pro dítě za následky, které byly způsobeny násilným odloučením od rodiny.
Na podzim 2017 dívka odešla od rodičů na vlastní žádost do Klokánku, protože byla nespokojena s domácím vzděláváním.

### Diskuse o povinném očkování
Případ oživil veřejnou diskusi o tom, zda povinné očkování je legitimní. Podle zástupkyně veřejného ochránce práv všechny vyspělé evropské země plošně očkují, ale zdaleka ne ve všech je toto očkování povinné a povinné očkování bylo v našich zemích zavedeno bez předchozí veřejné diskuse. Otázkou do diskuse zejména je, zda respektovat názor těch rodičů (či odborníků), kteří (menšinově) zastávají jiný názor, anebo zda zájem dítěte má v tomto případě hájit stát i proti vůli rodičů. Veřejný ochránce práv a Jan Jařab, lékař a tehdejší vládní zmocněnec pro lidská práva, uspořádali v listopadu 2002 odbornou diskusi (kulatý stůl) o očkování.